# アントニオ・ヴァッシラッキ
アントニオ・ヴァッシラッキ（Antonio Vassilacchi、1556年 - 1629年）はイタリアの画家。

## 略歴
ギリシャのミロス島で生まれた。幼い頃にイタリアのヴェネツィアに移った。1572年に画家のパオロ・ヴェロネーゼの弟子となった。1574年には、ヴェネツィアの南のリード・ディ・ヴェネツィア（リード島）にフランス王アンリ3世を迎えるために建てられた凱旋門を飾る絵を描いたとされるが今は失われている。その後、カリアリ（Benedetto Caliari）とトレヴィーゾの宮殿で働き、パドヴァでも働いた。この時期は、ヴェネツィア派を代表する画家、ティントレットの影響で、キアロスクーロの様式が見られる。
1577年の火災で、ヴェネツィアのドゥカーレ宮殿が、被害を受けると、再建のために参加した画家の一人となり、主要な部屋の装飾画を描いた。アンドレーア・パッラーディオの没後、また未完成であったサン・ジョルジョ・マッジョーレ聖堂の改修に対しても貢献した。
1586年にサン・マルツィアーレ教会（San Marziale）の壁画を描き、代表作の一つとなった。
生涯に3度結婚した。最初の妻の連れ子のステファーノも画家となったが、若くして没した。